# Adontosternarchus
Adontosternarchus is een geslacht van straalvinnige vissen uit de familie van de staartvinmesalen (Apteronotidae).

## Soorten
- Adontosternarchus balaenops (Cope, 1878)
- Adontosternarchus clarkae Mago-Leccia, Lundberg & Baskin, 1985
- Adontosternarchus devenanzii Mago-Leccia, Lundberg & Baskin, 1985
- Adontosternarchus duartei de Santana & Vari, 2012
- Adontosternarchus nebulosus Lundberg & Cox Fernandes, 2007
- Adontosternarchus sachsi (Peters, 1877)